# Niederlamitz
Niederlamitz ist ein Gemeindeteil der Stadt Kirchenlamitz im Landkreis Wunsiedel im Fichtelgebirge (Oberfranken, Bayern).
Das Dorf Niederlamitz liegt im Tal der Lamitz bei der Mündung des Sandlohbachs nordöstlich von Kirchenlamitz an der Kreisstraße WUN 1.
In Niederlamitz stehen ein Wohnhaus und ein Wohnstallhaus unter Denkmalschutz. Die Lamitz fließt durch den Ort. Wanderwege führen zum Großen Kornberg. In einer Verkaufsurkunde der Wilden an die Burggrafen von Nürnberg von 1356 wird die sogenannte Dietrichsburg in einer Aufzählung des Besitzes genannt, die in unmittelbarer Nähe von Niederlamitz gelegen haben soll. Im Jahr 1880 wurde ein Hammerwerk abgetragen, das auf eine Wasserburg zurückging. Von der Bahnstrecke Weiden–Oberkotzau zweigte dort früher die Bahnstrecke Kirchenlamitz–Weißenstadt ab. Niederlamitz hatte bis zur Eingemeindung am 1. Januar 1978 einen eigenen Bürgermeister. Zur Landgemeinde Niederlamitz gehörten Wustung und Vorsuchhütte. Das Naturstein-Unternehmen  Firma Reul hatte von 1909 bis 1996 ein Werk im Ort. Im Juni 2021 wurde die Stadt Kirchenlamitz für die Hammerscheune in Niederlamitz vom Bayerischen Staatsministerium für Ernährung, Landwirtschaft und Forsten mit dem Staatspreis für Erhalt der Baukultur im ländlichen Raum ausgezeichnet.

## In Niederlamitz geboren
- Georg Reichel (1870–1947), Gewerkschafter

## Bilder

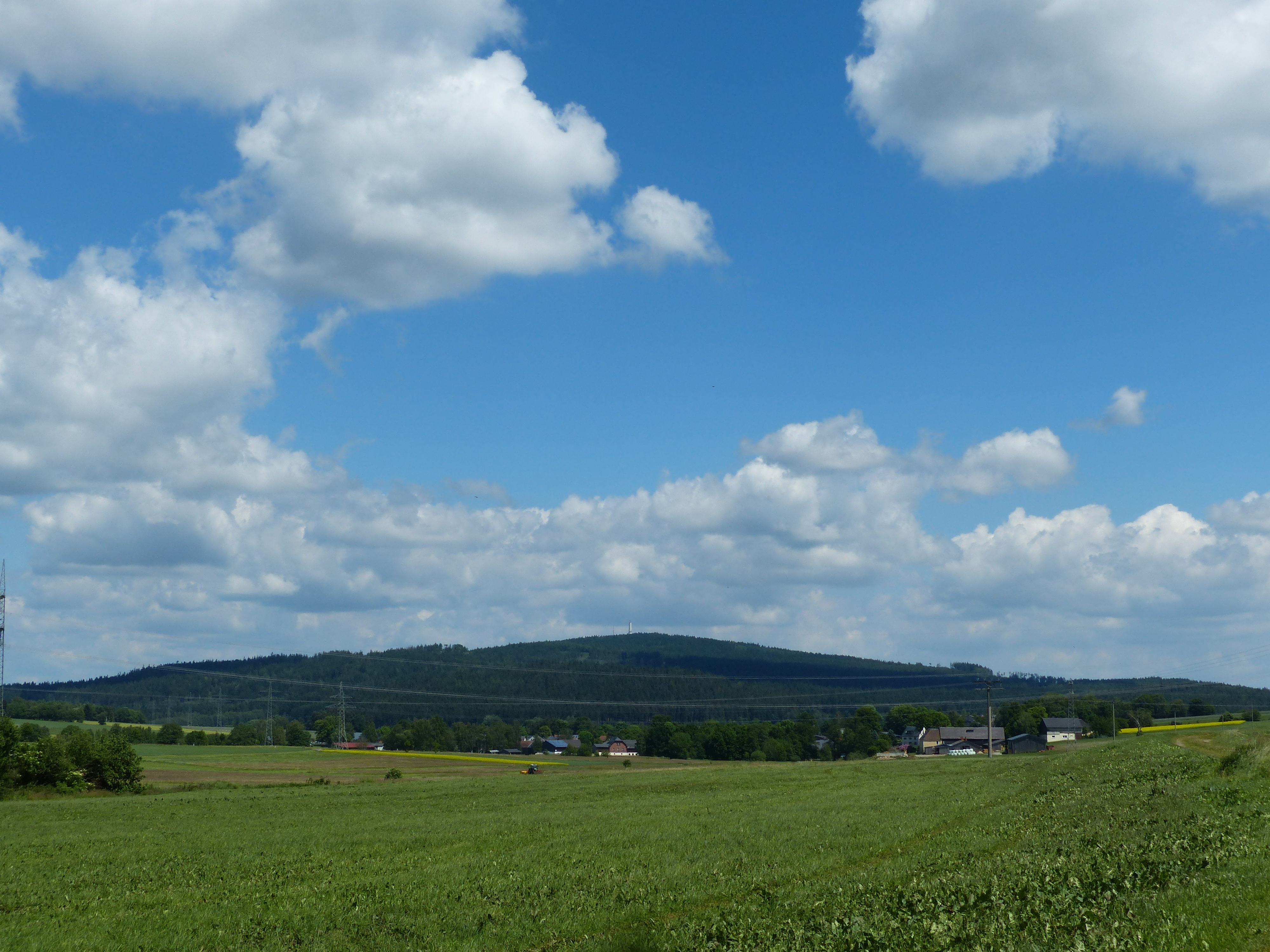
Ortsansicht von Kirchenlamitz mit Kornberg
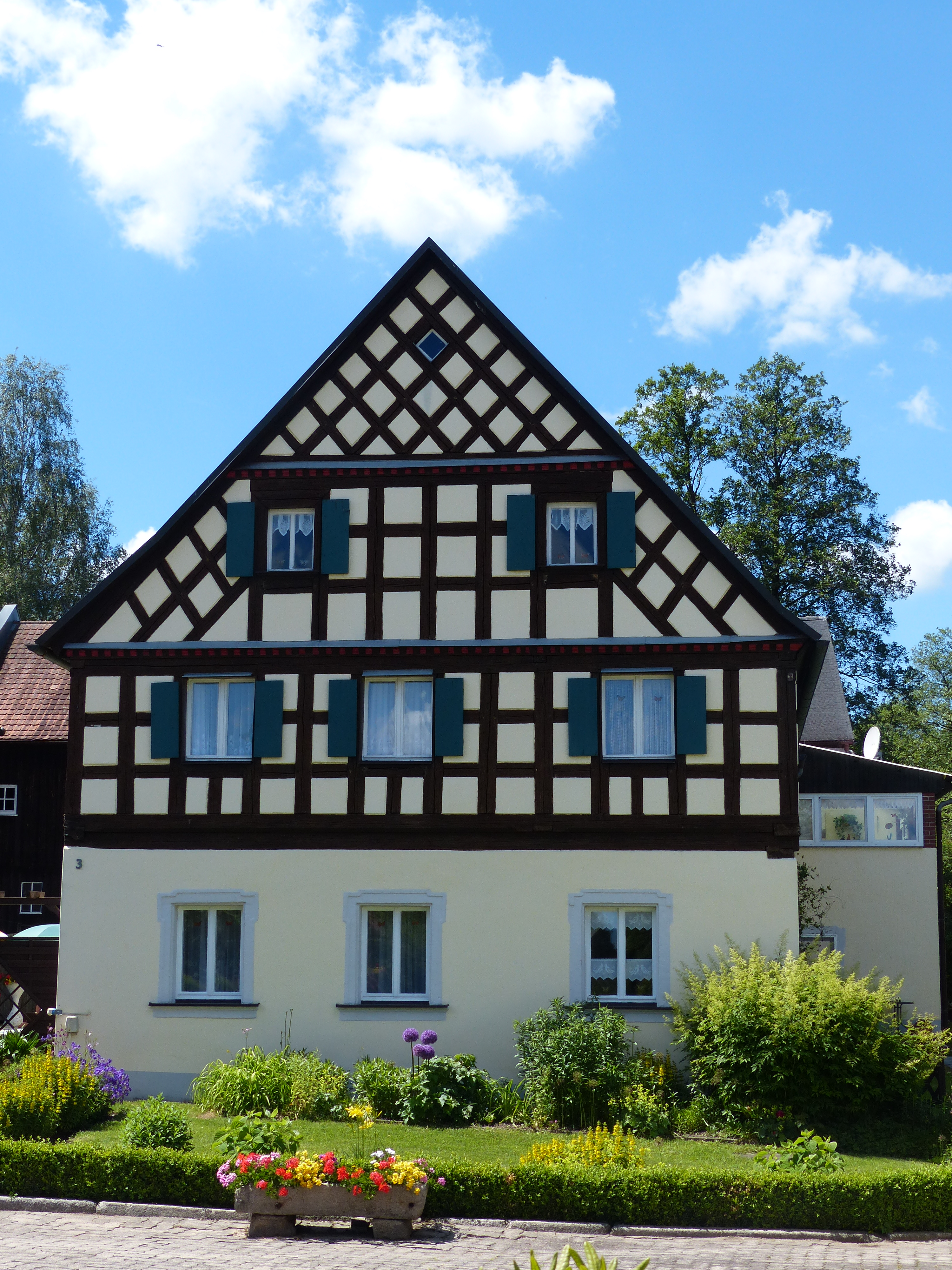
Wohnstallhaus mit Fachwerk
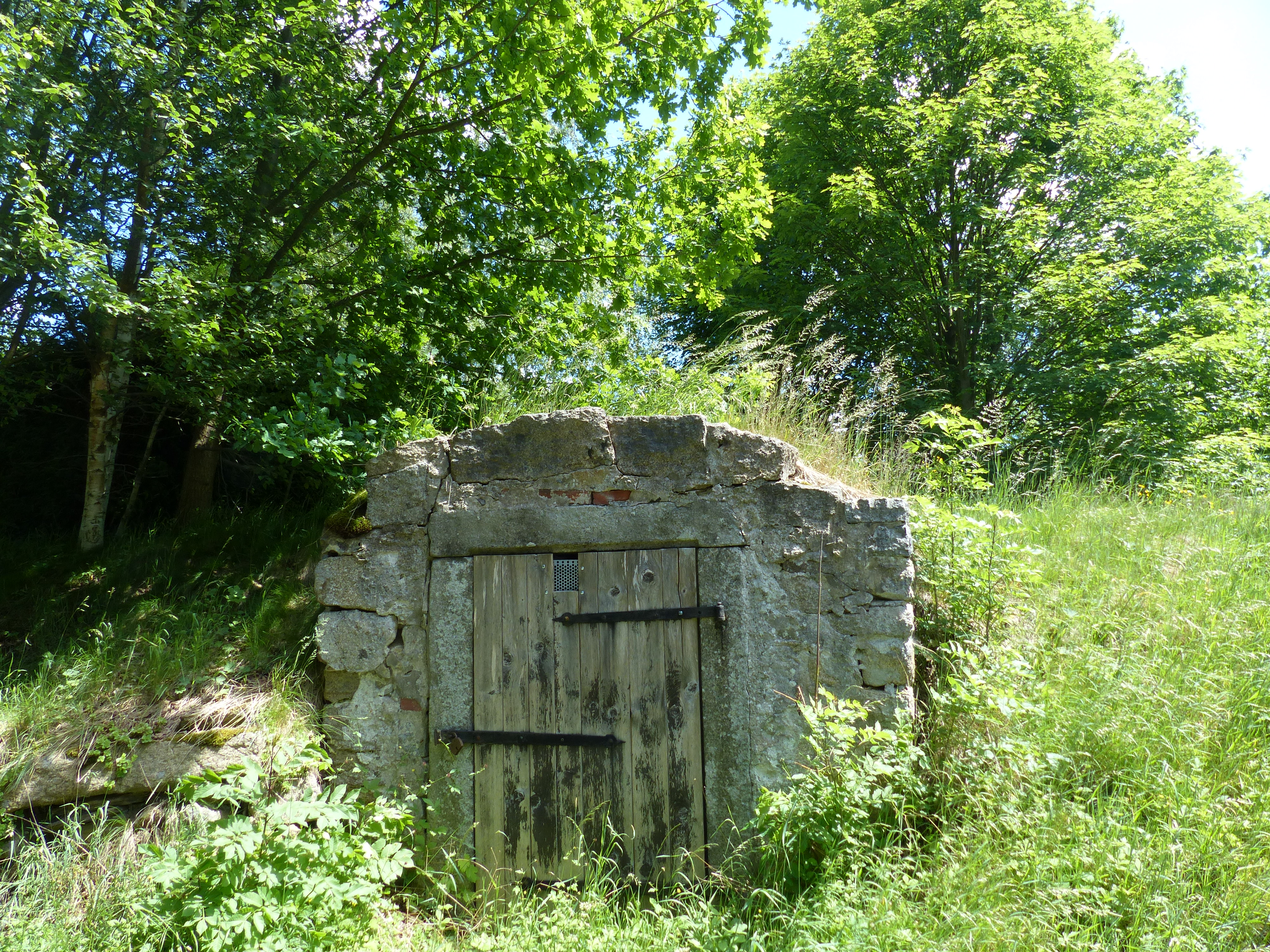
Felsenkeller
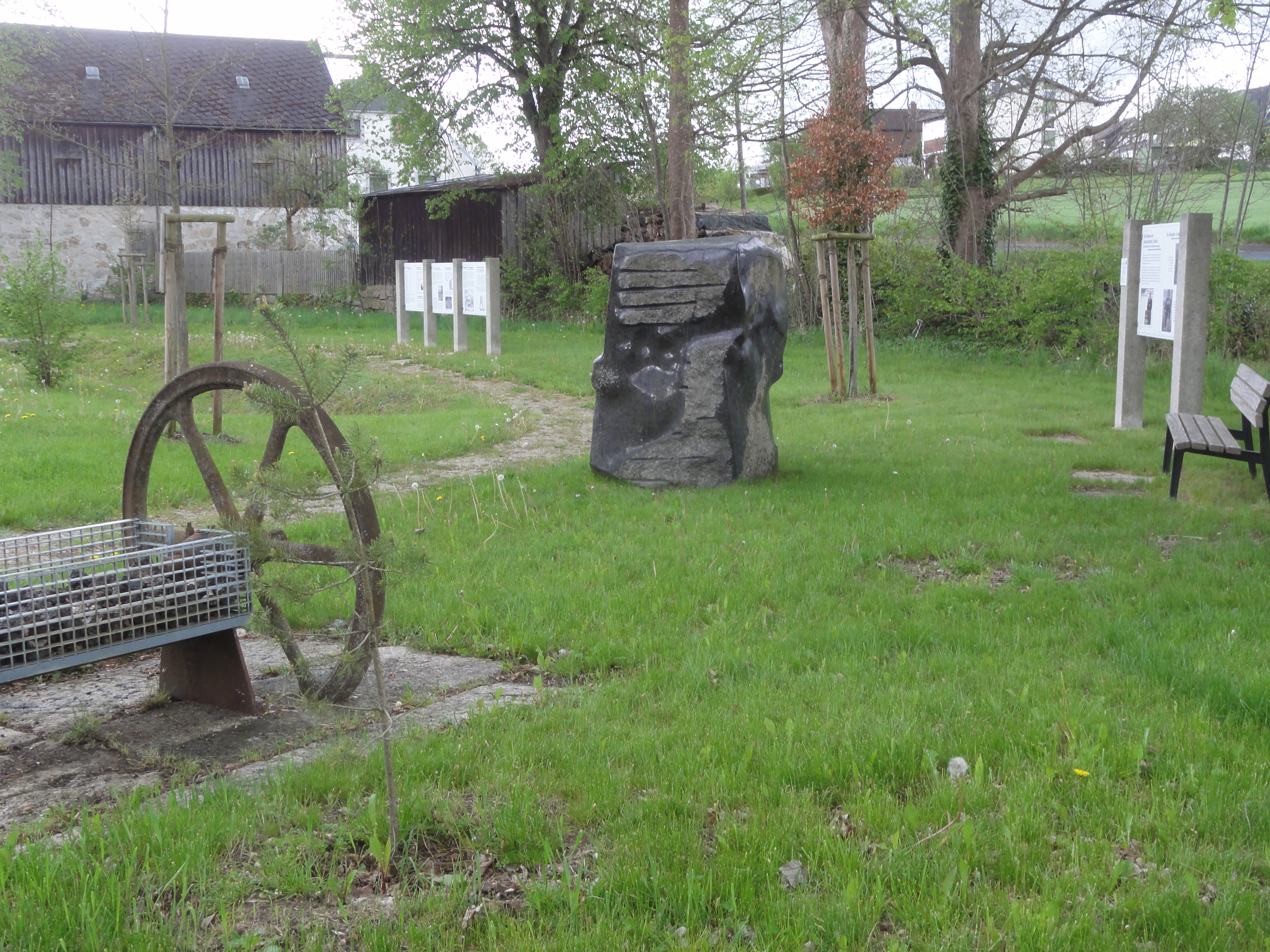
Baumdenkmal für die deutsche Einheit